# Richard C. Sarafian
Richard Caspar Sarafian (New York, 28 aprile 1930 – Santa Monica, 18 settembre 2013) è stato un regista e attore statunitense.

## Biografia
Sarafian nacque a New York da immigrati armeni, scampati al genocidio armeno. Frequentò un corso di studi propedeutico di legge alla New York University, ma ben presto cambiò iniziando a studiare cinema, in cui eccelleva. Lasciò il college per unirsi all'Esercito degli Stati Uniti, in cui lavorò come reporter per il servizio giornalistico militare di stanza a Kansas City, nel Missouri, durante la Guerra di Corea (1950-1953). In quel periodo incontrò il futuro regista di Hollywood Robert Altman, e i due divennero amici.
Sarafian lavorò con Altman nell'industria cinematografica e ne sposò la sorella Helen Joan, da cui ebbe cinque figli: Richard Jr. (attore), Tedi (sceneggiatore), Damon (produttore negli effetti speciali), Deran (regista) e Katherine (produttrice). La moglie morì nel 2011.
Sarafian ebbe una poliedrica carriera come attore, regista e sceneggiatore, attivo per oltre cinque decenni. È maggiormente conosciuto per il suo film Punto zero (1971).
Morì nel 2013, a 83 anni, per una polmonite che aveva contratto mentre si stava rimettendo da un infortunio alla schiena.

## Filmografia parziale

### Regista
- Terror at Black Falls (1962) - anche sceneggiatore
- Andy (1965) - anche sceneggiatore
- Corri libero e selvaggio (Run Wild, Run Free) (1969)
- Frammenti di paura (Fragment of Fear) (1970)
- Punto zero (Vanishing Point) (1971)
- Uomo bianco, va' col tuo dio! (Man in the Wilderness) (1971)
- La terra si tinse di rosso (Lolly-Madonna XXX) (1973)
- L'uomo che amò Gatta Danzante (The Man Who Loved Cat Dancing) (1973)
- Il prossimo uomo (The Next Man) (1976) - anche sceneggiatore
- Sunburn - Bruciata dal sole (Sunburn) (1979)
- Gangster Wars (1981)
- Splendore nell'erba (Splendor in the Grass) (1981) - Film TV
- The Bear (1984)
- A prova di vendetta (Eye of the Tiger) (1986)
- Street Justice - Un'ombra nella notte (Street Justice) (1987)
- Solar Crisis (Solar Crisis) (1990)

### Attore
- Il prossimo uomo (The Next Man), regia di Richard C. Sarafian (1976) - non accreditato
- Songwriter - Successo alle stelle (Songwriter), regia di Alan Rudolph (1984)
- Vampiri (To Die For), regia di Deran Sarafian (1988)
- Bugsy, regia di Barry Levinson (1991)
- Gunmen - Banditi (Gunmen), regia di Deran Sarafian (1994)
- Gli scorpioni (Roadflower), regia di Deran Sarafian (1995)
- Don Juan De Marco - Maestro d'amore (Don Juan De Marco), regia di Jeremy Leven (1995)
- 3 giorni per la verità (The Crossing Guard), regia di Sean Penn (1995)
- Bound - Torbido inganno (Bound), regia di Andrew e Larry Wachowski (1996)
- Gotti (Gotti: The Rise and Fall of a Real Life Mafia Don), regia di Robert Harmon – film TV (1996)
- Bulworth - Il senatore (Bulworth), regia di Warren Beatty (1998)
- Da ladro a poliziotto (Blue Streak), regia di Les Mayfield (1999)
- Ho solo fatto a pezzi mia moglie (Picking Up the Pieces), regia di Alfonso Arau (2000)
- Masked and Anonymous, regia di Larry Charles (2003)

### Doppiatore
- Il dottor Dolittle 2 (Dr. Dolittle 2), regia di Steve Carr (2001)

## Doppiatori italiani
Nelle versioni in italiano delle opere in cui ha recitato, Richard C. Sarafin è stato doppiato da:
- Sandro Sardone in Gunmen - Banditi, Bulworth - Il senatore
- Renato Mori in Bugsy
- Dario De Grassi in Gotti
- Angelo Nicotra in Da ladro a poliziotto

Da doppiatore è sostituito da:
- Gianfranco Jannuzzo ne Il dottor Dolittle 2